# خاندلا
خاندلا (به انگلیسی: Khandela) یک منطقهٔ مسکونی در هند است که در Sikar district واقع شده‌است. خاندلا ۲۲٬۴۷۵ نفر جمعیت دارد و ۳۱۸ متر بالاتر از سطح دریا واقع شده‌است.